# Army of Two: Il 40º giorno
Army of Two: Il 40º giorno (Army of Two: The 40th Day) è un videogioco sparatutto di EA Games e come nel primo episodio la cooperazione è base portante del gameplay. I protagonisti del gioco sono due mercenari al servizio del migliore offerente. Il gioco è ambientato a Shanghai e protagonisti, Rios e Salem, sono coinvolti in un disastro generale e i due dovranno fuggire da esso e scoprire il mistero di questa catastrofe.

## Trama
Rios e Salem, ormai fondatori, dirigenti e unici membri della T.W.O. (Trans-World Operations), sono chiamati a Shanghai per svolgere una missione apparentemente semplice: Incontrare il contatto, piazzare dei segnalatori in punti prestabiliti ed incassare. Arrivati in una Shanghai stranamente piena di contractors, i due trovano il contatto che, dopo un piccolo scontro con la polizia, gli consegna l'attrezzatura. Si presenta come T.J., un ex mercenario della SSC ora indipendente. Compiuta la missione insieme a T.J., i due si vedranno recapitare da Murray un altro obbiettivo: uccidere il contatto per conto di chi li ha ingaggiati. Il giocatore ha due scelte: giustiziarlo ed ottenere un extra oppure lasciarlo libero. Compiuta la scelta l'intera città verrà, inaspettatamente, pesantemente bombardata. Cercando riparo, i due vengono attaccati da mercenari che danno loro la caccia. Capendo che la situazione si fa pesante, Rios e Salem si muovono per raggiungere Alice Murray all'ambasciata Sudafricana, specie quando la sentono gridare dalle loro radio. Entrati nell'edificio, i due si imbattono nel deposito armi dell'ambasciata, custodito da una sola guardia: anche lì si potrà scegliere se prendere le armi con la forza e sbloccarne di nuove o se lasciare stare e proseguire. Una volta fatta la scelta, il giocatore proseguirà sino a raggiungere e a liberare l'amica Alice Murray. I nemici affrontati sino ad ora sono gruppi mercenari indipendenti, radunati a Shanghai per il progetto "40º giorno", e che danno la caccia alle persone coinvolte nella fase iniziale del progetto, vale a dire Rios e Salem. Seguono lunghe sparatorie tra palazzi in fiamme, case diroccate, centri commerciali catturati dai nemici e persino uno zoo.
Alla fine, i due riescono ad arrivare al generale Jonah, l'uomo che ha assoldato tutti i mercenari. Il giocatore si troverà davanti a una scelta, ovvero decidere se Salem dovrà uccidere Rios, Rios dovrà uccidere Salem, oppure se i due uccideranno Jonah rischiando di far detonare un ordigno nucleare che potrebbe radere al suolo Shanghai.
In ogni caso, il gioco si concluderà qui, con Alice dispersa durante l'esplosione dell'elicottero che stava per recuperare i due amici. In realtà sia Salem che Rios torneranno nel sequel Army of Two: The Devil's Cartel, quindi il finale canonico è quello dove entrambi uccidono Jonah. Durante i titoli di coda si vedono le truppe dell'ONU arrivare in città in elicottero per sopprimere l'attacco dei mercenari di Jonah.

## Armi

### Armi primarie
- G36C: mitragliatrice.
- Mitra Type 05: mitra.
- Doppietta R870: fucile a pompa.
- M4: mitragliatrice.
- SCAR-L: mitragliatrice.
- RPG7: lanciarazzi.
- Gailing: mitragliatrice pesante.
- Lanciagranate MK: lanciagranate.
- Lanciafiamme: lanciafiamme.

### Armi secondarie
- Type77: pistola d'assalto.
- DE-044: pistola d'assalto.

### Armi speciali
- SVD: fucile di precisione.
- VSS: fucile di precisione.

### Armi extra
- Granata a frammentazione: bomba a mano.

## Accoglienza
La rivista Play Generation lo classificò come il migliore titolo d'azione del 2010.